# Nanawale Estates
Nānāwale Estates es un lugar designado por el censo ubicado en el condado de Hawái en el estado estadounidense de Hawái. En el año 2000 tenía una población de 1.073 habitantes y una densidad poblacional de 1.073 personas por km².

## Geografía
Nānāwale Estates se encuentra ubicado en las coordenadas 19°30′26″N 154°54′49″O / 19.50722, -154.91361.

## Demografía
Según la Oficina del Censo en 2000 los ingresos medios por hogar en la localidad eran de $35.703, y los ingresos medios por familia eran $36.875. Los hombres tenían unos ingresos medios de $21.250 frente a los $24.531 para las mujeres. La renta per cápita para la localidad era de $11.524. Alrededor del 31,0% de las familias y del 19.1% de la población estaban por debajo del umbral de pobreza.